# Fantasme (psychologie)
Pour les articles homonymes, voir Fantasme.
Le fantasme — parfois orthographié phantasme — est une manifestation, consciente ou inconsciente, d’un désir. C'est un concept majeur de la psychanalyse.

## Étymologie, histoire et définition du mot «fantasme»
« Fantasme » vient du grec phantasma qui signifie « fantôme, hallucination visuelle ». De même que la « fantaisie » reprise du grec phantasia signifiant « apparition », fantaisie étant la « réfection graphique (v. 1450) de fantasie (v. 1200), forme courante jusqu'au XVIe siècle […] au sens de « vision », puis d' « imagination » jusqu'à l'époque classique », « fantasme » est « de la famille de phainein "apparaître" ».
Le mot « fantasme », ayant signifié d'abord « fantôme », s'est introduit avec le sens d' « illusion » au XIVe siècle; il est devenu un terme médical, avec le sens d'« image hallucinatoire » (1832). Puis, toujours d'après Le Robert historique, « son emploi s'est restreint au sens de « production de l'imaginaire qui permet au moi d'échapper à la réalité » (1866, Amiel) ».

## Psychanalyse
Le fantasme (allemand : die Phantasie) est une « production psychique imaginaire » qui a la « structure d'un scénario » soutenant la réalisation d'un désir. Cela peut concerner une production consciente ou un rêve diurne pour se procurer de façon imaginaire un assouvissement érotique, agressif, d'amour-propre, etc. Le fantasme serait également à rapprocher du rêve nocturne ou du symptôme : toutes ces manifestations ont une même origine : le fantasme inconscient.

### Traduction française dedie Phantasieen psychanalyse
Avec le développement de la psychanalyse, le mot « fantasme » s'est mis à marquer « l'opposition entre imagination et perception réelle » au XXe siècle, et dans ce sens, son emploi est à présent courant, là où « il traduit chez Freud l'allemand Phantasie ». Selon le Dictionnaire historique de la langue française, à l'article « fantasme », la graphie phantasme a été aussi d'usage, mais « la tentative de distinguer deux sens selon la graphie, en psychanalyse, a échoué ». Le Vocabulaire de la psychanalyse précise que la graphie « phantasme », telle qu'elle est « adoptée par divers auteurs et traducteurs », a été proposée par Suzan Isaacs pour distinguer le fantasme inconscient du fantasme conscient.
La traduction devenue classique par « fantasme » en français du mot allemand Phantasie employé par Freud n'est pas sans poser quelques problèmes de fidélité au texte freudien. En 1989, dans l'ouvrage Traduire Freud, l'équipe de traduction des Œuvres complètes de Freud / Psychanalyse opte finalement pour reprendre la proposition de Daniel Lagache de traduire die Phantasie par « fantaisie » au sens ancien du mot en français : en 1967 (dans le Vocabulaire de la psychanalyse), l'objection à cette proposition de Lagache était liée au sens moderne du mot « fantaisie » aujourd'hui connoté de celui de « caprice », d'« irrégularité », d'« absence de sérieux », etc.,. Mais la traduction par « fantaisie » a l'avantage « de désigner à la fois l'activité et son résultat » comme c'est le cas de l'allemand Phantasie (et de sa traduction anglaise fantasy), tandis que « fantasme » désigne seulement « un résultat, un produit de l'activité en cause ». Dans l'emploi qu'en fait Freud, die Phantasie) en allemand signifie « l'imagination », moins au sens de l' Einbildungskraft des philosophes que « le monde imaginaire, ses contenus, l'activité créatrice qui l'anime (das Phantasieren) ». En français, le terme « fantasme », aujourd'hui « chargé de résonances psychanalytiques » est d'une « extension plus étroite ». Dans Traduire Freud, Jean Laplanche note l'observation de Philippe Lacoue-Labarthe et Jean-Luc Nancy dans L'absolu littéraire (1976) où ceux-ci rapportent die Phantasie aux écrits du premier romantisme en la distinguant de l'Einbildungskraft de Kant qui est « l'imagination transcendantale ».

### Freud
Jean Laplanche et J.-B. Pontalis donnent en 1967 cette définition du « fantasme »: c'est un « scénario imaginaire où le sujet est présent et qui figure, de façon plus ou moins déformée par les processus défensifs, l'accomplissement d'un désir et, en dernier ressort, d'un désir inconscient ». Toutefois, est-il précisé d'emblée dans le Vocabulaire de la psychanalyse, le fantasme peut se présenter sous diverses modalités : « fantasmes conscients ou rêves diurnes, fantasmes inconscients tels que l'analyse les découvre comme structures sous-jacentes à un contenu manifeste, fantasmes originaires ».

#### Genèse de la notion de fantasme chez Freud
Le terme  Phantasie, qui appartient à la langue courante et signifie « imagination », « fantaisie », apparaît chez Freud dès les Études sur l'hystérie (1895), avec l'observation faite de la fréquence de rêveries diurnes chez les hystériques. D'après Roger Perron, la notion va se préciser dans les Lettres à Wilhelm Fliess et prendre rapidement place « au cœur même de la psychanalyse naissante ». Perron cite Freud dans la lettre du 2 mai 1897: « J'ai acquis de l'hystérie une notion exacte. Tout montre qu'il s'agit de la reproduction de certaines scènes auxquelles il est parfois possible d'accéder directement, et d'autres fois seulement en passant par des fantasmes interposés. Ces derniers émanent de choses entendues mais comprises bien plus tard seulement ». Dans le Manuscrit M, Freud — cité par Perron — explique comment « les fantasmes se produisent par une combinaison inconsciente de choses vécues et de choses entendues, suivant certaines tendances » : il s'agit de « rendre inaccessibles les souvenirs qui ont pu ou pourraient donner naissance au symptôme […] il y a alors production de fabulations inconscientes qui ont échappé à la défense ». Dès lors, souligne Roger Perron, « le fantasme est posé comme source du symptôme, du rêve (ce sera précisé dans L'Interprétation du rêve) des rêveries diurnes, des actes manqués, etc. ».

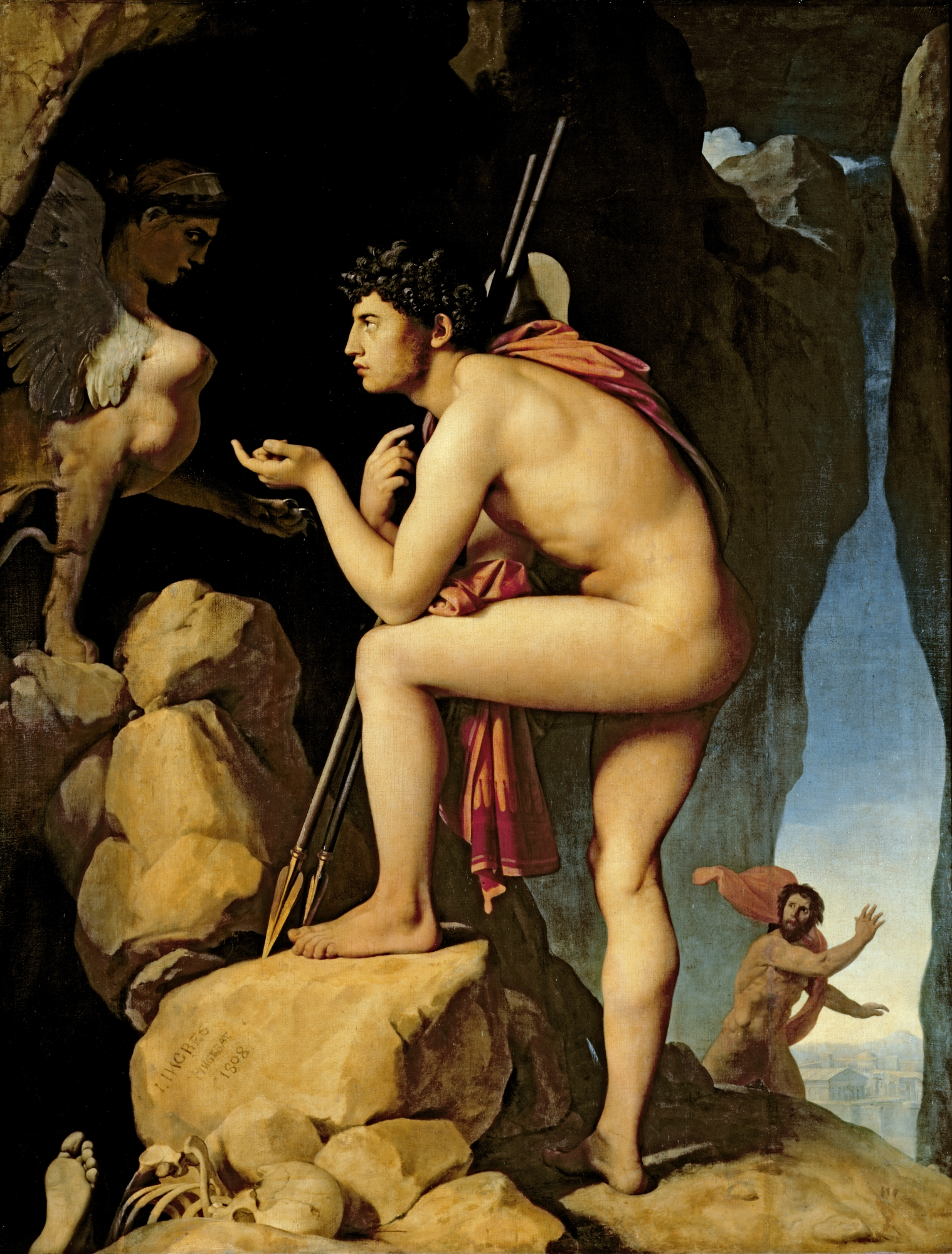
Ingres, Œdipe explique l'énigme du Sphinx, 1827.

Avec le renoncement à ses neurotica (Lettre à Wilhelm Fliess du 21 septembre 1897), Freud renonce à son affirmation précédente d'une « réalité » de fait d'un « traumatisme sexuel réellement advenu au cours de l'enfance » dans l'étiologie de l'hystérie: il va admettre progressivement que« l'événement ne s'inscrit jamais tel quel […], mais qu'au contraire il subit d'incessants remaniements en après-coup ». Pour Roger Perron, la naissance de la notion psychanalytique de fantasme date donc vraiment de 1897, et elle serait « corrélative de la naissance du complexe d'Œdipe » (Lettre à Fliess du 15 octobre 1897), ainsi que Freud authentifiera « ce double acte de naissance » beaucoup plus tard dans Ma vie et la psychanalyse (1925): « je dus reconnaître que des scènes de séduction n'avaient jamais eu lieu, qu'elles n'étaient que des fantasmes imaginés par mes patients […] pour la névrose, la réalité psychique avait plus d'importance que la matérielle […] J'avais rencontré pour la première fois le complexe d'Œdipe » (Freud en 1925).

#### Dans la suite de l'œuvre
La notion de fantasme se retrouve tout au long de l'œuvre freudienne et surtout avant le tournant des années 1920. Roger Perron cite ainsi « Les souvenirs-écrans » (1899), L'Interprétation du rêve (1900), Le délire et les rêves dans la « Gradiva » de W. Jensen (1907), « La création littéraire et le rêve éveillé » (1908), « Les fantasmes hystériques et leur relation à la bisexualité » (1908), « Les théories sexuelles infantiles » (1908), Totem et Tabou (1913), L'homme aux loups (1918 [1914]), « Un enfant est battu » (1919).
D'après le même auteur, le statut du fantasme reste néanmoins « assez incertain » dans l'œuvre de Freud, spécialement « en ce qui concerne les relations entre fantasme et représentation ». Au chapitre VII de L'Interprétation du rêve, Freud a généralisé le modèle du rêve comme réalisation du désir (« le rêve est l'accomplissement d'un désir ») — où le fantasme inconscient apparaît comme étant d'origine pulsionnelle — au travail de pensée dans son ensemble, rendant compte de la sorte « du passage du fantasme à la représentation ». À une nuance d'importance près toutefois, remarque Perron, que Freud précisera dans « Formulations sur les deux principes du fonctionnement psychique » (1911) : le fantasme « est exclusivement au service du principe de plaisir, tandis que la représentation, même si elle est la traduction du fantasme, est dominée par le principe de réalité ». C'est très net au moment de la « satisfaction hallucinatoire du désir » du très jeune enfant qui, en l'absence du sein ou de la personne lui procurant la satisfaction, doit commencer de « se représenter » l'objet né en quelque sorte de son absence même : Wilfred Bion développera à ce sujet une « théorie des activités de pensée visant à clarifier les relations entre fantasme et représentation ».

### Klein
Chez Melanie Klein, l'ensemble de la vie psychique ne saurait être compris que comme fantasmatique. Klein écrit en 1975:« Les sentiments et les fantasmes infantiles laissent pour ainsi dire leurs empreintes dans l'esprit, des empreintes qui ne disparaissent pas mais se conservent, restent actives et exercent une influence continue et puissante sur la vie émotionnelle et intellectuelle de l'individu ».

### Lacan
Lacan reprend le concept freudien de fantasme mais en souligne la fonction défensive, un « arrêt sur image » qui empêche le surgissement d'un épisode traumatique et n'appartient pas au seul registre de l'imaginaire.
Bien que les fantasmes varient d'un sujet à l'autre, il y a une structure théorique générale, le fantasme fondamental, que le patient en analyse « traverse » en remaniant ses défenses et en modifiant son rapport à la jouissance.
Lacan propose un mathème pour rendre compte du fait que le fantasme relève du symbolique et de l'imaginaire ainsi que de l'opposition au réel : « $ ◇ a ». Le symbolique est représenté par le « sujet barré » ($) qui renvoie à la division du sujet consécutive à sa naissance et son entrée dans le langage, l'objet a (a) est le manque fondamental comblé imaginairement, et la fonction de nouage (◇) du symbolique, de l'imaginaire et du réel qu'opère le fantasme.

## Psychologie analytique
Au-delà de l’idée de désirs refoulés plus ou moins conscients du Moi, en psychologie analytique le mot « fantasme » désigne des contenus psychiques issus des profondeurs de l’inconscient qui se traduisent en émergences agissantes. Pour C G Jung, le fantasme serait « le produit d’une activité psychique créatrice »: il s’agirait d’une irruption de contenus inconscients quand l’attitude est passive ou d’imagination active quand le moi s’engage dans « une attitude intuitive d’attente ». Ainsi, en psychologie analytique, le fantasme est au cœur de la pratique de l’imagination active, une « imagination à qui on donne libre cours pour créer comme elle l’entend selon sa propre logique et les fins qu'elle se donne ».